# Moment of Surrender
"Moment of Surrender" é uma canção da banda de rock irlandesa U2. É a terceira faixa do seu álbum de 2009, No Line on the Horizon. Durante as sessões de gravação inicial para o álbum em 2007, em Fez no Marrocos, a banda escreveu a música com os produtores Brian Eno e Daniel Lanois em poucas horas. Juntos, eles gravaram a música em uma única tomada; Eno, chamava a gravação da canção de "a experiência de estúdio mais incrível que eu já tive". De acordo com Eno e Lanois, a faixa foi a mais próxima de concretizar o seu conceito original do álbum de escrever "hinos do futuro".
"Moment of Surrender" foi elogiado pelos críticos, das quais foi uma das faixas que se destacaram entre o álbum. A canção foi comparado ao grupo anterior das baladas "With or Without You" e "One". Foi realizado em todos os concertos durante a turnê U2 360° Tour, sendo escolhida como a canção de encerramento. Durante a performance da canção, as luzes do palco apagavam-se, restando aos fãs deixarem as luzes de seus telemóveis ligadas, para criar "um estádio cheio de pequenas estrelas". Apesar de não ter sido lançada como single, a revista Rolling Stone considerou-a como a melhor canção de 2009 e em 2010, que classificou-a na posição de número #160 na sua lista de "As 500 Melhores Canções de Todos os Tempos".

## Escrita e gravação
"Moment of Surrender" foi escrito pelo U2 e pelos produtores musicais/co-produtores Brian Eno e Daniel Lanois, durante uma sessão em Fez, no Marrocos, entre maio e junho de 2007. A canção foi desenvolvida dentro de poucas horas, e depois gravadas como único "take" no riade do Hotel Yacout. Eno começou através da criação de uma percussão de um loop de um "tambor de mão", de modo que a banda teria algo para improvisar junto com eles, quando se juntou a ele para a composição e gravação. No entanto, Eno não tinha arranjado o loop corretamente, e como resultado, oeve uma batida estranha, desigual à que ele comparou com "uma carruagem de rodas que teve as rodas um pouco rachadas", ou "a forma como camelo de move". Embora Eno estivesse tentando consertar o loop, o baterista Larry Mullen Jr. começou a tocar junto com ele. Eno, em seguida, perguntou ao guitarrista The Edge se poderia tocar alguns acordes. Após a uma rápida discussão sobre progressão de acordes e a métrica (em que eles decidiram ter um "layout engraçado" que não foi baseado em "oito partes ou seis partes"), os seis deles improvisados a totalidade da obra.
Quando começaram a tocar, o baixista Adam Clayton desenvolveu uma linha do baixo. A peça foi originalmente baseado na canção "White Lines (Don't Don't Do It)", de Grandmaster Melle Mel, antes de Clayton ter alterado para uma linha do baixo mais trance. O vocalista Bono criou algumas melodias, e cantou sobre a música. Durante a gravação do álbum, Bono cansou-se de escrever a letra na primeira pessoa, e ele começou a escrever as letras e cantava a partir da perspectiva de personagens diferentes. Durante a escrita de "Moment of Surrender", Bono assumiu o caráter de um viciado em drogas que tem uma crise de fé. O título da canção foi emprestado dos Alcoólicos Anónimos em uma expressão de quando um viciado admite a sua impotência. Bono tentou usar a frase "Of vision over visibility" ("De visão sobre a visibilidade") mais cedo nas letras da canção; no entanto, "Moment of Surrender" foi a primeira música que ele sentiu que era apropriado para ser usado. Eno chamou o canto de Bono neste personagem como "agonia dolorosa e vulnerável", criando um sentimento como "uma faca no coração". Lanois contribuiu através do desenvolvimento da música gospel como refrão. A parte desigual do chimbau na bateria decorre de um defeito do kit de bateria eletrônica de Mullen durante a gravação da canção. Eno ficou surpreso pela capacidade de cada membro desenvolver e desempenhar o seu papel, sem instruções ou sugestões. Após a conclusão da gravação da música, todos no estúdio, incluindo o encontro do pessoal de produção e os visitantes, estavam muito silenciosos, e Eno sugeriu que era como se tivessem ido em uma "aventura emocional de alguma espécie". Ele chamou a gravação da música de "experiência de estúdio mais incrível que eu já tive", e ele acredita que o "auge emocional" da canção captura como eles se sentiram quando improvisaram a obra. Bono afirmou dizendo: "Foi um feitiço e nós estávamos na mesma".
A música foi tocada apenas uma vez e recebeu tratamentos menores depois, com a adição de um violoncelo na introdução e alguma edição, que inclui a remoção de um verso para diminuir a duração da canção. Eno ficou indignado pelo fato da banda querer encurtar a canção, e ele estava convencido de que o grupo não alteraria o traço original, dizendo: "Porra esses caras, eles deveriam ser tão espirituais — que não identificam um milagre quando se atinge no rosto deles. Nada como isso já aconteceu comigo no estúdio em toda a minha vida". O conceito original da banda para No Line on the Horizon foi criar um álbum de hinos futuros — músicas que seriam tocadas para sempre. De acordo com Eno e Lanois, "Moment of Surrender" é o mais próximo que a banda chegou a atingir esse conceito.

## Composição
"Moment of Surrender" é tocado em tempo comum em um rítmo de 87 batidas por minuto em uma chave de Lá menor. A canção faz uso convencional da forma de verso do refrão. A música começou com um loop de percussão irregular, antes de um sintetizador desaparece no ambiente e os tambores inserido em 0:08 segundos. Uma parte do violoncelo junta-se ao sintetizador, reproduzindo a progressão de acordes em C–Am–F–C–G–E–D7. No final da progressão, nos 47 segundos de música, a intensidade do sintetizador surge diante de um órgão, guitarra, baixo e piano entram posteriormente. Em 1:16, Bono entra com os vocais e começa no primeiro verso, com duração de 3 estrofes. Após o primeiro verso e concluir o segundo verso, começa aos 2:59, The Edge inicia um riff de guitarra. O segundo verso dura 2 estrofes. Após o segundo refrão, um interlúdio de piano começa, com Lanois contribuindo no pedal steel. The Edge começa um solo de slide guitar em 4:59 que muitos críticos compararam ao estilo de tocar do guitarrista David Gilmour, do grupo Pink Floyd. Após que o refrão termina em 6:11, o trecho em que é cantado "Oh-oh-ohhh" junto com a figura da guitarra, leva para a conclusão da canção.
Lanois observou que a música tinha um estilo da "música canadense", que era como a um tributo ao The Band, chamando-o de "som Simcoe". A Rolling Stone disse que a música "mescla um estilo gospel de The Joshua Tree, que se sente com uma linha do baixo e uma batida sincopada. A canção faz uso proeminente de órgão e piano.

## Recepção
"Moment of Surrender" foi bem recebido pela crítica após o lançamento de No Line on the Horizon. David Fricke da Rolling Stone, gostou da canção, ressaltando que "o efeito crescente em queda das vozes da harmonia em torno de Bono ... é um retrato perfeito de que ele realmente quer ser, quando ele fica para a linha de 'visão sobre visibilidade'". A revista Blender o ponto alto do álbum, comparando-a com o single de 1987 da banda, "I Still Haven't Found What I'm Looking For". O revisor Rob Sheffield elogiou a fusão de baixo, guitarra e vocais, chamando-lhe "o tipo de dai-me um hino divino que o U2 'cortou com seus dentes', exceto que eles realmente parecem como se tivessem começado melhor a essas músicas agora que eles já pegaram algum adulto um adulto desapontado. Bono atualmente soa com medo de alguma coisa nesta canção, e se, seu pesadelo é religioso ou sexual, o receio oferece a sua voz algum peso". A NME achava que era a canção "mais impressionante" do álbum, descrevendo-o como uma "maravilhosa oração esparsa construída em torno da linha do baixo das batidas por minuto de Adam Clayton e, o grunhido de Bono", notando que apesar de seu comprimento de 7 minutos de duração, ele não sentia que a música era longa. Alexis Petridis do The Guardian, foi a mais que criticou a canção, dizendo que "não tem o bastante de uma melodia de suporte para o tratamento pleno da música gospel de sete minutos", um sentimento de que a The Times concordou.
A Spin analisou a faixa favorável, chamando-a de "celebridade no cruzamento de uma balada soul", com uma "varredura ambiente-gospel que é ao mesmo tempo assombrado e alegre". A Mojo elogiou a musicalidade da canção, dizendo que foi "agraciado por performances arrogantes" e observando que The Edge o "solo de guitarra lânguida" era uma reminiscência de David Gilmour. A revista Q ecoou esses sentimentos, elogiando que Bono canta com a alma, junto ao solo de The Edge. O revisor batizou a canção "deste álbum como 'One' ou 'With or Without You', adionada com créditos de bônus". The Washington Post chamou a música como um dos destaques dos registros e apreciava as qualidades da música gospel. O crítico escreveu, "As harmonias vocais no refrão soava como algo fora de uma igreja em um mundo distante e distópico; o zonzo, o piano ligeiramente sintonizado acrescenta a essa impressão...". A Hot Press deu à música, uma crítica favorável, chamando-a de "varredura" e sugerindo que "conjurar a mesma vibração espiritual, como 'Abraham, Martin and John' de Marvin Gaye. A revista Time deu a No Line on the Horizon um comentário negativo, mas elogiou "Moment of Surrender" por sua "melodia comovente" e, o vocal no trecho "Oh-oh-oh" de Bono, lembrou ao crítico o final da canção de "With or Without You". Tanto Bono quanto Daniel Lanois, citaram a música como sua faixa favorita do álbum, e Brian Eno pensou que a banda deveria tê-la como primeiro single do álbum. O músico Gavin Friday descreveu a canção como "Al Green com esteróides irlandês", e o editor da Hot Press, Niall Stokes, chamou-a de um "clássico rock moderno" que vai "ficar para sempre como uma das criações mais inspiradoras do U2".
Apesar de não ter sido lançado como single, "Moment of Surrender" alcançou a posição em 2 países. Nos Estados Unidos, a canção apareceu nas paradas da Mediabase Triple A, na #45 posição para a semana de 17 de novembro de 2009. Na Bélgica, a canção apareceu no Ultratop 40 Singles Chart (Valônia) por uma semana, na #35 posição.

## Performances ao vivo

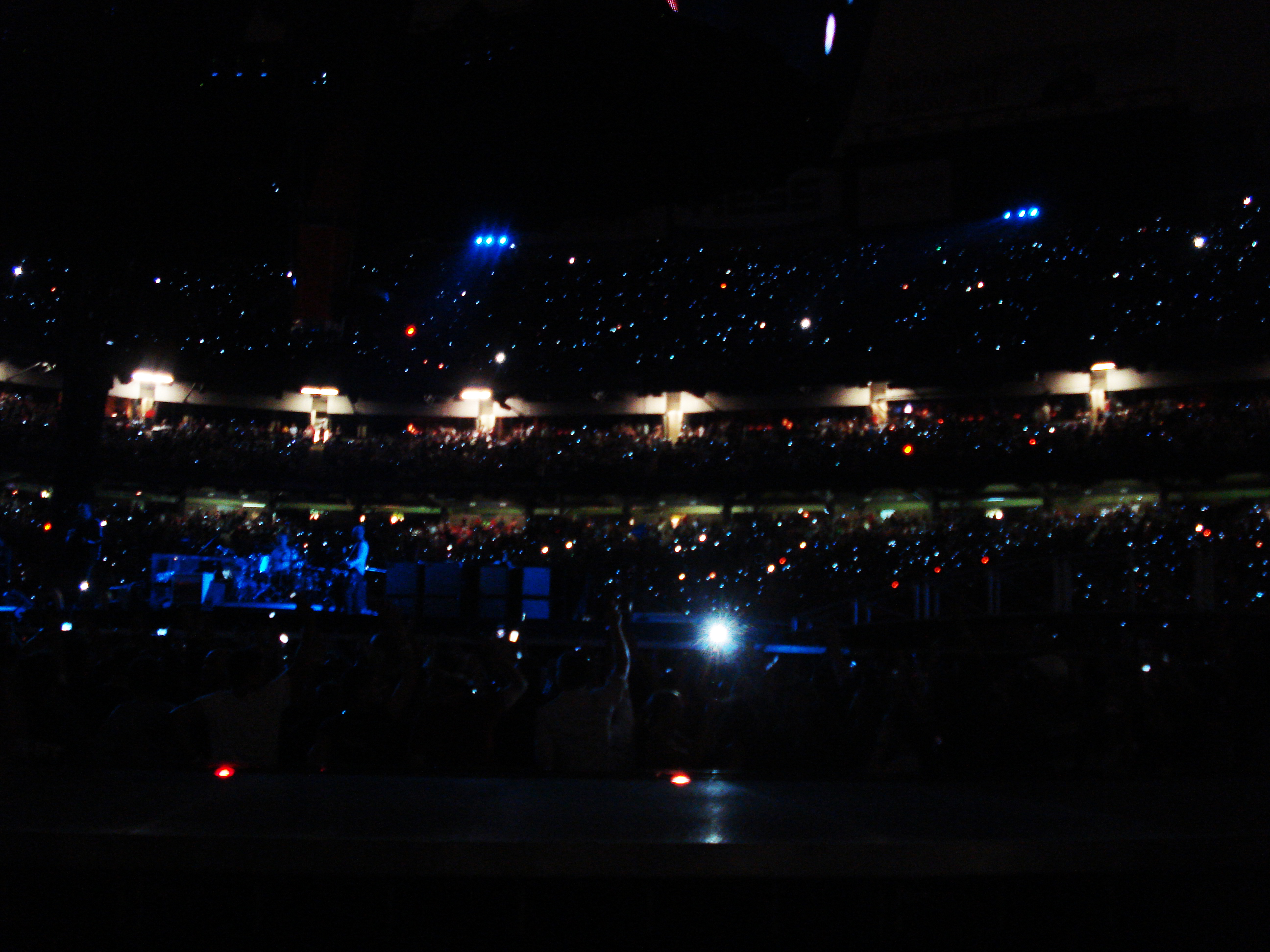
Durante a performance da canção, a banda incentivou os fãs a ligar as luzes de seus celulares para criar o efeito visual

"Moment of Surrender" fez sua estréia ao vivo na noite de abertura da turnê U2 360° Tour em Barcelona, na Espanha, durante o encore, como última música do show. Foi jogado em quase todos os concertos subsequentes sobre a turnê como canção de encerramento, sendo excluídas do setlist de apenas 2 dos 110 shows: em 9 de dezembro de 2010 em Brisbane, na Austrália. e no concerto em 29 de maio de 2011 em Winnipeg. Antes da performance de "Moment of Surrender", uma bola de discoteca foi reduzida e as luzes do palco desligado, com Bono incentivando os fãs a tirar seus telefones celulares e criar "um estádio cheio de pequenas estrelas".
O National Post comentou que apesar de ser um "grande show clichê", o movimento foi eficaz e criou uma sensação de intimidade com o público. A Rolling Stone gostou do efeito visual no contexto da turnê do tema do espaço, dizendo que "realmente fez parecer que o estádio tinha alcançado o espaço sideral, com milhares de luzes de celulares se transformando em estrelas". O jornal The Daily Telegraph elogiou a "galáxia de telefones celulares", dizendo que, apesar da impressionante estrutura do palco e efeitos visuais da banda, "a mais bela veio quando não se podia ver [o estádio]". Ao rever um show em Paris a partir de julho de 2009, o Sunday Times disse que "Moment of Surrender" foi a única faixa de No Line on the Horizon realizada naquela noite que era forte o suficiente para merecer inclusão com o resto da lista do programa definido.
A NME tão receptiva à música em um cenário vivo, questionando a decisão de terminar os concertos com a canção. A performance de "Moment of Surrender" na U2 360° Tour comparece no vídeo-concerto do grupo lançado em 2010, U2 360° at the Rose Bowl. Em uma revisão do filme, Andrew Mueller da Uncut, chamou-a de "a mais próxima má escolhida", bem como "longa demais e sub-realizada". Em 2009, a canção foi realizada pela banda na estréia da 35ª temporada do Saturday Night Live, e no Portão de Brandemburgo, em Berlim, para comemorar o 20º aniversário da queda do Muro de Berlim. Em 18 de junho de 2011, Bono fechou a canção com a letra de "Jungleland", de Bruce Sprigsteen, para homenagear o saxofonista recém-falecido do E Street Band, Clarence Clemons. A música também foi uma das três canções não-singles a serem tocadas pela banda em sua manchete set no Festival de Glastonbury 2011.

## Legado
"Moment of Surrender" apareceu em publicações de várias músicas "best of" na lista de 2009 e da década dos anos 2000. A revista Esquire chamou-a de "Uma das 10 Melhores Canções que Você (Provavelmente) Não Ouviu em 2009". A Rolling Stone classificou-a como a #36 melhor canção de 2009, chamando-lhe de "o mais devastadora balada do U2 — ou ninguém — que já se ofereceu desde 'One'. Em votação da Rolling Stone, de melhor canção da década, o baterista do Metallica, Lars Ulrich, colocou "Moment of Surender" no número #1 em seu voto. A Roling Stone atualizou sua lista de "500 Melhores Canções de Todos os Tempos" em 2010, e colocado "Moment of Surrender" na #160 posição, apenas um ano depois da liberação da canção, que marca a #4 melhor posição de qualquer lista de músicas do U2.
"Moment of Surrender" é a décima faixa do filme Linear, de Anton Corbijn, baseado em uma história por Corbijn e Bono, onde um guarda de trânsito parisiense atravessa a França e o Mar Mediterrâneo para visitar sua namorada em Tripoli.  Durante a sequência, o policial (interpretado por Saïd Taghmaoui), deixa o bar e começa a vagar pelas ruas de Cádis à noite, eventualmente fazendo o seu caminho até à praia onde ele cai em sono na areia. De manhã ele acorda e a faixa seguinte, "Cedars od Lebanon", se inicia.
Uma performance ao vivo de "Moment of Surrender" tirado de um concerto em 18 de setembro de 2010 em Paris apareceu na loja do grupo Record Store Day, no EP lançado em 2010 da banda, Wide Awake in Europe. Também foi lançada no álbum ao vivo U22 (2012), sendo gravada durante a segunda etapa da U2 360° Tour, em 18 de dezembro de 2010, em Perth, Austrália.

## Paradas e posições
| País/Paradas (2009)                      | Melhor posição |
| ---------------------------------------- | -------------- |
| Bélgica (Ultratop 40 Valônia)            | 35             |
| Estados Unidos (Adult Alternative Songs) | 45             |

## Pessoal
- Teclados adicionais – Terry Lawless
- Violoncelo – Caroline Dale
- Produção – Brian Eno e Daniel Lanois
- Engenharia de áudio – Richard Rainey
- Engenharia de assistência – Chris Heaney
- Engenharia adicional – Declan Gaffney e Carl Glanville
- Mixagem – Daniel Lanois e Declan Gaffney
- Mixagem de assistência – Tom Hough, Dave Clauss e Dave Emery